# شهرستان شارپ (آرکانزاس)
شهرستان شارپ، آرکانزاس (به انگلیسی: Sharp County, Arkansas) شهرستانی در ایالات متحده آمریکا است که در آرکانزاس واقع شده‌است.

## خصوصیات
شهرستان شارپ ۱٬۵۶۹٫۵۴ کیلومترمربع مساحت دارد.